# ألفريد روجرز
ألفريد بول روجرز '(5 يوليو 1873 - 6 أبريل 1959) هو طبيب تقويم أسنان أمريكي يعتبر الأب الروحي والمؤسس للعلاج الوظيفي العضلي في تقويم الأسنان. شغل ألفرد منصب رئيس الجمعية الأمريكية لتقويم الأسنان والأكاديمية الأمريكية لعلوم الأسنان. كما كان له دور فعال في تشكيل المجلس الأمريكي لتقويم الأسنان.

## الحياة الشخصية
وُلد ألفرد روجرز في أمهرست، نوفا سكوشيا في عام 1873. وكان الأصغر بين 11 طفلًا لوليام هنري روجرز وماري روجرز. التحق ألفرد بأكاديمية هورتون الجماعية كمدرسة الثانوية وجامعة أكاديا للدراسات الجامعية. ثم ذهب إلى كلية تورونتو الملكية لجراحة الأسنان في أونتاريو وكلية بنسلفانيا لجراحة الأسنان حيث حصل على درجة طب الأسنان في عام 1896. ثم التحق بمدرسة كورنر لتقويم الأسنان في عام 1903.
بدأ ممارسته الخاصة في طب الأسنان في عام 1896 قبل أن يلتحق بمدرسة كورنر لتقويم الأسنان. ثم انتقل إلى بوسطن في عام 1906 وكان أول شخص يمارس حصرًا تقويم الأسنان في نيو انغلاند.

## الحياة العملية
وكان ألفريد دائم الاهتمام بالتدريس، وبالتالي كان يدرس في كلية هارفارد لطب الأسنان من 1918 إلى 1945. وكان أستاذ مشارك في بحوث تقويم الأسنان جنبًا إلى جنب مع مدير كلية الدراسات العليا لتقويم الأسنان في جامعة هارفارد.
تأثّر ألفريد بشكل كبير بعمل أطباء الأطفال مع الأطفال. وقد أُعجب بفوائد التدريبات المبكرة التي تمت في علاج الأطفال. بدأ استكشاف تأثير العضلات في تجويف الفم على هيكل الفم. وضع ألفريد نظام من التمارين التي حفزت نمو العضلات في منطقة الوجه والفكين. وسمّى هذا في نهاية المطاف بالعلاج الوظيفي العضلي في تقويم الأسنان. في عام 1918، في الاجتماع السنوي للجمعية الأمريكية لتقويم الأسنان قدم ورقته الأولى التي تحدثت عن آثار العضلات على الفم. ونشر آخر ورقة له في عام 1950 بعنوان «إعادة صياغة مفهوم العضلات الوظيفي في تقويم الأسنان».
حصل على درجة فخرية من جامعة أكاديا (1944)، وجامعة واشنطن (1941). أقام الدكتور روجرز مع زوجته في منزلهم في نيو هامبشاير بعد التقاعد. سميت الغابة حول منزله في نهاية المطاف باسم غابات ألفريد بول روجرز، كما نُصب نصبًا تذكاريًا لإحياء ذكرى ألفريد. ظهر حبه للطبيعة من قبل العديد من المقالات التي كتبها له. ونشرت إحدى المقالات المسماة «ملاحظات عن أهل الريف» في شكل كتاب في عام 1938 من قبل بروس همفريز.
كان لديه ابنان مع زوجته الثانية جورجينا كروسبي، روبرت بادج روجرز وإدوارد سوندرز روجرز. كان روبرت طبيب أطفال في غرينتش، وكان إدواردز أستاذ في جامعة الصحة العامة في جامعة كاليفورنيا. ثم تزوج للمرة الثالثة من إيفانل هينس في عام 1957.

## الجوائز والمناصب
- منصب الرئيس في أكاديمية أمريكا لعلوم الأسنان
- منصب الرئيس في الجمعية الأمريكية لتقويم الأسنان
- منصب الرئيس في جمعية الشمالية الشرقية لتقويم الأسنان
- جائزة ألبيرت إتش كيتشام التذكارية - 1938مراجع